# Wilhelm Dodel (Jurist)

Oberamtsrichter Wilhelm Dodel (1933)

Wilhelm Adam Dodel (* 25. März 1850 in Ebingen; † 24. Januar 1934 in Moosbach (Feucht)) war ein deutscher Jurist.

## Leben
Wilhelm Dodel wurde am 25. März 1850 als Sohn des Rotgerbers Wilhelm Adam Dodel und dessen Ehefrau Maria Magdalena geb. Wonhas (Tochter eines Ebinger Sattlers) in Ebingen (seit 1975: Albstadt-Ebingen) geboren. Er studierte Jura und trat 1878 seine erste Richterstelle am Amtsgericht in Marbach am Neckar an. Dort heiratete er am 6. März 1882 die Wirtstochter Sofie Speidel.
Dodel pflegte einen von seiner schwäbischen Herkunft geprägten Umgang mit seiner Klientel, die ihn zwar in Marbach am Neckar beliebt machte, nicht jedoch beim württembergischen Justizminister Eduard von Faber. Erst 1892 – nach der Dienstzeit von Fabers – gelang es Dodel, Oberamtsrichter zu werden, und zwar in Blaubeuren. Dort entwickelte er sich zum legendären „schwäbischen Salomo“, seine Art der Verhandlungsführung und der Urteilsfindung machten ihn als „Oberamtsrichter Dodel“ in Juristenkreisen berühmt.
Am 15. September 1913 ging Dodel in Pension und lebte zunächst mit seiner Familie in Ulm, um seinem Sohn den Besuch des dortigen Gymnasiums zu erleichtern. Dodel starb am 24. Januar 1934 in Moosbach im Alter von 84 Jahren.
Die Anekdoten um den „Oberamtsrichter Dodel“ hat der Oberamtsrichter Dr. Karl Setz in einem kleinen Buch Dodeldum (ISBN 3-87421-074-X, erstmals erschienen 1956 beim Erich Hoffmann Verlag Heidenheim, neueste Ausgabe 2001 beim Knödler Verlag) für die Nachwelt festgehalten. Seine Geburtsstadt Ebingen erinnert mit einer Wilhelm-Dodel-Gasse an den bekannt gewordenen Juristen.